# Lista dzieł Grażyny Bacewicz
Lista dzieł Grażyny Bacewicz – lista zawiera chronologiczny wykaz utworów skomponowanych przez Grażynę Bacewicz.
| Tytuł                                 | Rok powstania | Instrumentacja                                      | Prawykonanie | Inne |
| ------------------------------------- | ------------- | --------------------------------------------------- | --- | --- |
| Marsz                                 | lata 20.      | fortepian                                           | | |
| Temat z wariacjami                    | 1924          | fortepian                                           | | |
| 4 preludia                            | 1924          | fortepian                                           | | 1. Moderato, 2. Allegro, 3. Andantino, 4. Preludium |
| Pieśń                                 | 1927          | skrzypce, fortepian                                 | | Data powstania: 26 września 1927 |
| 2 preludia i fugi                     | 1927          | fortepian                                           | | |
| 3 fugi                                | 1927          | fortepian                                           | | |
| Chciałabym                            | 1927          | głos, fortepian                                     | | |
| 2 preludia i fugi                     | 1928          | skrzypce, skrzypce, altówka, wiolonczela            | | |
| Fuga podwójna                         | 1928          | chór mieszany a cappella                            | | |
| Preludium                             | 1928          | fortepian                                           | | |
| Sonata                                | 1928–1929     | skrzypce                                            | | |
| I Sonata                              | 1928–1929     | skrzypce, fortepian                                 | | 1. Allegro, 2. Moderato, 3. Adagio sostenuto, 4. Presto |
| Sinfonietta                           | 1929          | kwintet smyczkowy/orkiestra smyczkowa               | | 1. Adagio–Molto allegro–Adagio, 2. Fuga podwójna. Molto allegro |
| Różowe w polu powoje                  | 1929          | sopran, fortepian                                   | | Autor tekstu: nieznany |
| Allegro                               | 1929          | fortepian                                           | | Dedykacja: Wanda Bacewicz |
| Allegro i Fuga                        | lata 30.      | fortepian                                           | | |
| 2 miniatury                           | lata 30.      | fortepian                                           | | |
| I Kwartet smyczkowy                   | 1929–1930     | kwartet smyczkowy                                   | | 1. Allegro moderato, 2. Molto adagio, 3. Fuga. 4. Allegro molto moderato |
| 5 utworów                             | ok. 1930      | kwartet fletów prostych                             | | 1. Allegro ritmico, 2. Adagio, 3. Giocoso, 4. Andantino malincolico, 5. Allegro |
| Oj Matulu                             | 1930          | sopran, fortepian                                   | | Autor tekstu: Celina Danglówna |
| I Sonata                              | 1930          | fortepian                                           | | 1. Moderato e maestoso, 2. Adagio, 3. Fuga podwójna. Allegro ben moderato |
| II Kwartet smyczkowy                  | 1931          | skrzypce, skrzypce, altówka, wiolonczela            | | Praca dyplomowa; rękopis prawdopodobnie zniszczony przez autorkę |
| Poème                                 | 1931          | skrzypce, fortepian                                 | | |
| Suita                                 | 1931          | orkiestra                                           | Ryga, 18 marca 1936 (dyrygent: Jāzeps Mediņš)                                                                                      | 1. Sinfonia. Molto adagio, 2. Danse antique. Tempo di menuetto, 3. Quasi air. Andante, 4. Danse moderne. Allegro, 5. Passacaglia. Andante                                              |
| De profundis clamavi ad te, Domine    | 1932          | głosy solowe, chór, orkiestra                       | | Tekst: Psalm 130 (tłumacz: Jan Kochanowski); praca dyplomowa |
| Toccata                               | 1932          | fortepian                                           | | |
| Kwintet                               | 1932          | flet, obój, klarnet, fagot, róg                     | Paryż, 1933 | 1. Allegro, 2. Air: Andante, 3. Allegretto, 4. Vivo. I nagroda na konkursie dla kompozytorek Towarzystwa "Aide aux femmes de professions libres"                                       |
| 3 karykatury                          | 1932          | orkiestra                                           | Warszawa, 1933 (dyrygent: Grzegorz Fitelberg)                                                                                      | 1. Mr. J. J. Vivace, 2. Mr. G. F. Moderato maestoso, 3. Mr. K. S. Allegro. Dedykacja: Kazimierz Sikorski                                                                               |
| Witraż                                | 1932          | skrzypce, fortepian                                 | Warszawa, 10 maja 1934 (skrzypce: Grażyna Bacewicz, fortepian: Jerzy Lefeld)                                                       | |
| I Kaprys                              | 1932          | skrzypce, fortepian                                 | | |
| Trois pièces caractéristiques         | 1932          | fortepian                                           | | 1. Allegretto, 2. Moderato, 3. Vivace |
| II Kaprys                             | 1932          | skrzypce, fortepian                                 | Warszawa, 10 maja 1934 (skrzypce: Grażyna Bacewicz, fortepian: Jerzy Lefeld)                                                       | |
| Suita dziecięca                       | 1933          | fortepian                                           | Warszawa, 10 maja 1934 (fortepian: Grażyna Bacewicz)                                                                               | 1. Prelude, 2. Marsz, 3. Walc, 4. Kołysanka, 5. Burleska, 6. Minuet, 7. Gavotte, 8. Scherzino                                                                                          |
| I Sonatina                            | 1933          | fortepian                                           | Warszawa, 10 maja 1934 (fortepian: Grażyna Bacewicz)                                                                               | 1. Allegro ma non troppo, 2. Andante, 3. Vivace |
| Conovi de joie                        | 1933          | orkiestra                                           | Warszawa, 1934 (dyrygent: Grzegorz Fitelberg)                                                                                      | |
| Scherzo                               | 1934          | fortepian                                           | Warszawa, 10 maja 1934 (fortepian: Grażyna Bacewicz)                                                                               | |
| Temat z wariacjami                    | 1934          | skrzypce, fortepian                                 | Warszawa, 10 maja 1934 (skrzypce: Grażyna Bacewicz, fortepian: Jerzy Lefeld)                                                       | |
| Andante i Allegro                     | 1934          | skrzypce, fortepian                                 | Warszawa, 10 maja 1934 (skrzypce: Grażyna Bacewicz, fortepian: Jerzy Lefeld)                                                       | |
| Pieśń litewska                        | 1934          | skrzypce, fortepian                                 | Warszawa, 10 maja 1934 (skrzypce: Grażyna Bacewicz, fortepian: Jerzy Lefeld)                                                       | |
| Róże                                  | 1934          | sopran, fortepian                                   | Warszawa, 1934 (sopran: Maria Drewniakówna, fortepian: Kiejstut Bacewicz)                                                          | Tekst: poezja arabska (tłumacz: Leopold Staff) |
| II Sonata                             | ok. 1935      | fortepian                                           | Paryż, 26 kwietnia 1939 (fortepian: M. Maillard-Verger)                                                                            | |
| Partita                               | 1935          | skrzypce, fortepian                                 | Warszawa, 27 maja 1935 (skrzypce: Grażyna Bacewicz, fortepian: Jerzy Lefeld)                                                       | 1. Allegro, 2. Andante, 3. Vivo |
| Trio                                  | 1935          | obój, skrzypce, wiolonczela                         | Warszawa, marzec 1936 (obój: Seweryn Śnieckowski, skrzypce: Lidia Kmitowa, wiolonczela: R. Halber)                                 | 1. Adagio–Molto allegro, 2. Andante, 3. Vivo |
| 3 groteski                            | 1935          | fortepian                                           | | 1. Molto allegro, 2. Allegro ma non troppo, 3. Vivo |
| Sinfonietta                           | 1935          | orkiestra smyczkowa                                 | marzec 1936 (dyrygent: Grzegorz Fitelberg)                                                                                         | 1. Allegro, 2. Andane, 3. Vivace |
| Mój do mnie, o miły                   | 1936          | sopran, fortepian                                   | Warszawa, 21 października 1936 (sopran: Stanisława Korwin-Szymanowska, fortepian: Kiejstut Bacewicz)                               | Autor tekstu: Rabindranath Tagore (tłumacz: Jan Kasprowicz) |
| Andante i Allegro                     | 1936          | skrzypce, fortepian                                 | Warszawa, 1936 (skrzypce: Grażyna Bacewicz, fortepian: Kiejstut Bacewicz)                                                          | |
| Sonata                                | 1937          | obój, fortepian                                     | Warszawa, marzec 1936 (obój: Seweryn Śnieckowski, fortepian: I. Rosenbaum)                                                         | 1. Allegro ma non troppo, 2. Tempo di valse, 3. Vivace |
| I Koncert skrzypcowy                  | 1937          | skrzypce, orkiestra                                 | Warszawa, marzec 1938 (skrzypce: Grażyna Bacewicz, dyrygent: Grzegorz Fitelberg)                                                   | 1. Allegro, 2. Andante, 3. Vivace |
| I Symfonia                            | 1938          | orkiestra                                           | | 1. Allegro energico, 2. Andante, 3. Scherzo, 4. Molto allegro |
| I Kwartet smyczkowy                   | 1938          | skrzypce, skrzypce, altówka, wiolonczela            | Paryż, 26 kwietnia 1939 (skrzypce: J. Figureoa, P. de la Motte-Rouge, altówka: G. Figureoa, wiolonczela: J. Remlard)               | 1. Moderato–Più mosso, 2. Tema con variazioni. Andante tranquillo, 3. Vivo |
| Trzy pieśni: Mamidło, Inna, Samotność | 1938          | tenor, orkiestra                                    | Warszawa, 1938 (tenor: Maurycy Janowski, fortepian: Kiejstut Bacewicz)                                                             | Tekst: poezja arabska (tłumacz: Leopold Staff) |
| Trzy pieśni: Mamidło, Inna, Samotność | 1938          | sopran, fortepian                                   | Warszawa, 1938 (sopran: Maria Drewniakówna, fortepian: Kiejstut Bacewicz)                                                          | Tekst: poezja arabska (tłumacz: Leopold Staff) |
| Sonata                                | 1941          | skrzypce                                            | Warszawa, 1941 (skrzypce: Grażyna Bacewicz)                                                                                        | 1. Allegro, 2. Adagio, 3. (bez oznaczenia), 4. Variazioni |
| 3 preludia                            | 1941          | fortepian                                           | Warszawa, 1941 (fortepian: Grażyna Bacewicz)                                                                                       | 1. Allegro moderato, 2. Allegro, 3. Allegretto |
| III Sonata fortepianowa               | 1942          | fortepian                                           | Warszawa, 1942 (fortepian: Grażyna Bacewicz)                                                                                       | 1. Allegro, 2. Largo, 3. Molto allegro |
| Suita                                 | 1943          | dwoje skrzypiec                                     | Warszawa, 1943 (skrzypce: Irena Dubiska, Eugenia Umińska)                                                                          | 1. Allegro, 2. Andante, 3. Vivo, 4. Tempo di menuetto, 5. Allegro, 6. Andante: Fughetta, 7. Allegro                                                                                    |
| II Kwartet smyczkowy                  | 1943          | skrzypce, skrzypce, altówka, wiolonczela            | Warszawa, 21 maja 1943 (skrzypce: Eugenia Umińska, Tadeusz Ochlewski, altówka: Henryk Trzonek, wiolonczela: Kazimierz Wiłkomirski) | 1. Allegro ma non troppo, 2. Andante, 3. Allegro |
| Uwertura                              | 1943          | orkiestra                                           | Kraków, 1 września 1945 (dyrygent: Mieczysław Mierzejewski)                                                                        | |
| I Symfonia                            | 1942–1945     | orkiestra                                           | Kraków, 28 maja 1948 (dyrygent: Walerian Bierdiajew)                                                                               | |
| II Koncert skrzypcowy                 | 1945          | skrzypce, orkiestra                                 | 18 października 1946 (skrzypce: Grażyna Bacewicz, dyrygent: Tomasz Kiesewetter)                                                    | 1. Allegro, 2. Andante, 3. Vivo |
| Legenda                               | 1945          | skrzypce, fortepian                                 | Kraków, 10 października 1945 (skrzypce: Grażyna Bacewicz, fortepian: Kiejstut Bacewicz)                                            | |
| Łatwe duety na tematy ludowe          | 1945          | dwoje skrzypiec                                     | | 1. Prelude. Żwawo, 2. Krakowiak. Niezbyt szybko, 3 Nocturne. Niezbyt wolno, 4. Krakowiak Szybko, 5. Piosenka. Niezbyt wolno, 6. Marsz groteskowy. Wesoło, 7. Kujawiak. Wolno i szeroko |
| Concertino                            | 1945          | skrzypce, fortepian                                 | Łódź, 1945 (skrzypce: Grażyna Bacewicz, fortepian: Kiejstut Bacewicz)                                                              | 1. Allegro moderato, 2. Romance: Andante, 3. Finale: Vivace |
| Sonata da camera (I Sonata)           | 1945          | skrzypce, fortepian                                 | Łódź, 1945 (skrzypce: Grażyna Bacewicz, fortepian: Kiejstut Bacewicz)                                                              | 1. Largo, 2. Allegro, 3. Tempo di minuetto, 4. Andante sostenuto, 5. Gigue: Molto allegro                                                                                              |
| Andante sostenuto                     | 1945          | wiolonczela (lub skrzypce), organy (lub fortepian)  | Kraków, 9 września 1946 (wiolonczela: Zofia Adamska, organy Józef Chwedczuk)                                                       | Cz. 4 z Sonaty da camera |
| Scherzo                               | 1945          | skrzypce                                            | Lublin, 10 marca 1945 (skrzypce: Grażyna Bacewicz)                                                                                 | |
| Pod strzechą                          | 1945          | mała orkiestra                                      | | 1. Gawęda. Allegro, 2. Krakowiak, 3. Piosenka. Andante, 4. Kujawiak. Largo |
| Łatwe utwory w I pozycji              | 1946          | skrzypce, fortepian                                 | | 1. Preludium: Allegro moderato, 2. Melodia: Moderato, 3. Marsz: Allegro moderato, 4. Kołysanka: Andante, 5. Scherzino: Allegretto                                                      |
| II Sonata                             | 1946          | skrzypce, fortepian                                 | Łódź, 6 października 1946 (skrzypce: Grażyna Bacewicz, fortepian: Kiejstut Bacewicz)                                               | |
| Kaprys                                | 1946          | skrzypce, fortepian                                 | Warszawa, 6 października 1946 (skrzypce: Grażyna Bacewicz, fortepian: Kiejstut Bacewicz)                                           | |
| Symfonia                              | 1946          | orkiestra smyczkowa                                 | | 1. Allegro ma non troppo, 2. Adagio, 3. Allegretto, 4. Temat z wariacjami |
| Suita „ze starej muzyki”              | 1946          | mała orkiestra                                      | | |
| Introdukcja i Kaprys                  | 1947          | orkiestra                                           | Łódź, 25 lutego 1947 (dyrygent: Zygmunt Latoszewski)                                                                               | Konkurs Kompozytorski im. Karola Szymanowskiego (wyróżnienie) |
| Oto jest noc                          | 1947          | sopran, fortepian                                   | Warszawa, 1948 (sopran: Olga Łada, fortepian: Edmund Rezler)                                                                       | Autor tekstu: Konstanty Ildefons Gałczyński |
| III Kwartet smyczkowy                 | 1947          | skrzypce, skrzypce, altówka, wiolonczela            | Kraków, 8 grudnia 1947 (skrzypce: Stanisław Twaroszewicz, Władysław Latała, altówka: Tadeusz Gonet, wiolonczela: Zofia Adamska)    | 1. Allegro ma non troppo, 2. Andante, 3. Vivo; Nagroda Ministra Kultury i Sztuki (1955)                                                                                                |
| Szkice ludowe                         | 1948          | orkiestra                                           | | |
| III Sonata                            | 1948          | skrzypce, fortepian                                 | Łódź, 15 lutego 1948 (skrzypce: Grażyna Bacewicz, fortepian: Kiejstut Bacewicz)                                                    | 1. Allegro moderato, 2. Adagio, 3. Scherzo. Vivo, 4. Finale. Andante |
| Trio                                  | 1948          | obój, klarnet, fagot                                | Kraków, 4 marca 1948 (obój: Seweryn Śnieckowski, klarnet: Teofil Rudnicki, fagot: Bazyli Orłow)                                    | |
| Koncert                               | 1948          | orkiestra smyczkowa                                 | Warszawa, 18 czerwca 1950 (dyrygent: Grzegorz Fitelberg). Wykonane podczas Walnego Zjazdu Związku Kompozytorów Polskich.           | 1. Allegro, 2. Andante, 3. Vivo |
| III Koncert skrzypcowy                | 1948          | skrzypce, orkiestra                                 | Gdańsk, 4 marca 1949 (skrzypce: Grażyna Bacewicz; dyrygent: Stefan Śledziński)                                                     | 1. Allegro molto moderato, 2. Andante, 3. Vivo |
| Łatwe utwory, cz. 1                   | 1948          | klarnet, fortepian                                  | Warszawa, 1948 (klarnet: Leon Kurkiewicz, fortepian: Jerzy Lefeld)                                                                 | 1. Preludium: Allegro moderato, 2. Melodia: Moderato, 3. Marsz: Allegro moderato, 4. Kołysanka: Andante, 5. Scherzino: Allegretto                                                      |
| Kantata olimpijska                    | 1948          | chór mieszany, orkiestra                            | Kraków, 30 września 1949 (dyrygent: Witold Krzemieński)                                                                            | Autor tekstu: Pindar (tłumaczenie: Jan Wiernikowski) |
| Taniec polski                         | 1948          | sopran, fortepian                                   | Warszawa, 1948 (skrzypce: Grażyna Bacewicz, fortepian: Kiejstut Bacewicz)                                                          | |
| Walc                                  | 1948          | orkiestra                                           | | Na zamówienie Polskiego Radia |
| Krakowiak koncertowy                  | 1949          | fortepian                                           | | |
| Kaprys polski                         | 1949          | skrzypce                                            | | |
| Łatwe utwory, cz. 2                   | 1949          | skrzypce, fortepian                                 | | 1. Etiuda: Allegro, 2. Kołysanka: Andantino, 3. Groteska: Allegro (tempo de marcia), 4. Wspomnienie: Allegretto, 5. Capriccio: Allegro ma non troppo                                   |
| Koncert fortepianowy                  | 1949          | fortepian, orkiestra                                | | 1. Allegro moderato, 2. Andante, 3. Allegro |
| Melodia                               | 1949          | skrzypce, fortepian                                 | | |
| IV Sonata                             | 1949          | skrzypce, fortepian                                 | | |
| I Sonata fortepianowa                 | 1949          | fortepian                                           | | 1. Moderato, 2. Andante sostenuto, 3. Scherzo: Molto allegro, 4. Finale: Molto allegro                                                                                                 |
| Rapsodia polska                       | 1949          | skrzypce, orkiestra                                 | | |
| Etiuda                                | 1949          | fortepian                                           | | |
| Kwartet                               | 1949          | czworo skrzypiec                                    | | 1. Allegretto – Allegro giocoso, 2. Andante tranquillo, 3. Molto allegro |
| Rozstanie                             | 1949          | sopran, fortepian                                   | | |
| Smuga cienia                          | 1949          | sopran, fortepian                                   | | |
| I Oberek                              | 1949          | skrzypce, fortepian                                 | | |
| Krakowiak                             | 1949          | orkiestra                                           | | |
| Serenada                              | 1950          | orkiestra                                           | | |
| "Wiwat" - taniec wielkopolski nr 1    | 1950          | klarnet, skrzypce, skrzypce, altówka, wiolonczela   | | |
| Suita tańców polskich                 | 1950          | orkiestra                                           | | 1. Vivo, 2. Andante, 3. Allegretto, 4. Oberek |
| Taniec antyczny                       | 1950          | skrzypce, fortepian                                 | | |
| Mazur                                 | 1951          | orkiestra                                           | | |
| IV Kwartet smyczkowy                  | 1951          | skrzypce, skrzypce, altówka, wiolonczela            | | 1. Andante – Allegro molto, 2. Andante, 3. Allegro giocoso |
| II Symfonia                           | 1951          | orkiestra                                           | | 1. Con passione, 2. Lento, 3. Scherzo. Vivo, 4. Finale. Allegro moderato |
| II Oberek                             | 1951          | skrzypce, fortepian                                 | | |
| IV Koncert skrzypcowy                 | 1951          | skrzypce, orkiestra                                 | | 1. Allegro non troppo, 2. Andante tranquillo, 3. Vivace |
| Taniec mazowiecki                     | 1951          | skrzypce, fortepian                                 | | |
| Taniec mazowiecki                     | 1951          | wiolonczela, fortepian                              | | |
| I Koncert wiolonczeowy                | 1951          | wiolonczela, orkiestra                              | | 1. Allegro non troppo, 2. Andante tranquillo, 3. Finale: Allegro giocoso |
| V Sonata                              | 1951          | skrzypce, fortepian                                 | | |
| I Kwintet fortepianowy                | 1952          | skrzypce, skrzypce, altówka, wiolonczela, fortepian | | 1. Moderato, 2. Nocturne: Andante dolcissimo, 3. Finale: Allegro inquietamente |
| Kołsyanka                             | 1952          | skrzypce, fortepian                                 | | |
| II Kaprys                             | 1952          | skrzypce                                            | | |
| Taniec słowiański                     | 1952          | skrzypce, fortepian                                 | | |
| Etiuda tercjowa                       | 1952          | fortepian                                           | | |
| III Symfonia                          | 1952          | orkiestra                                           | | 1. Drammatico, 2. Andante, 3. Vivace, 4. Finale: Moderato |
| IV Symfonia                           | 1953          | orkiestra                                           | | 1. Appassionato–Allegro inquieto, 2. Adagio, 3. Scherzo: Vivace, 4. Adagio mesto-Allegro furioso                                                                                       |
| II Sonata fortepianowa                | 1953          | fortepian                                           | | 1. Maestoso, 2. Largo, 3. Toccata: Vivo |
| Rondino                               | 1953          | fortepian                                           | | |
| Humoreska                             | 1953          | skrzypce, fortepian                                 | | |
| Z chłopa król                         | 1953          |                                                     | | |
| Tryptyk                               | 1954          | chór, orkiestra                                     | | 1. Oryl. Andantino, 2. Pieśń. Andantino, 3. Oberek |
| Kaprys polski                         | 1954          | klarnet, fortepian                                  | | Transkrypcja Kaprysu polskiego na skrzypce |
| V Koncert skrzypcowy                  | 1954          | skrzypce, orkiestra                                 | | 1. Deciso, 2. Andante, 3. Vivace |
| Uwertura polska                       | 1954          | orkiestra                                           | | |
| Etiuda na podwójne dźwięki            | 1955          | fortepian                                           | | |
| Partita                               | 1955          | skrzypce, fortepian                                 | | 1. Prelude: Grave, 2. Toccata: Vivace, 3. Intermezzo: Andantino melancolico, 4. Rondo: Presto                                                                                          |
| Partita                               | 1955          | orkiestra                                           | | 1. Prelude: Grave, 2. Toccata: Vivace, 3. Intermezzo: Andantino melancolico, 4. Rondo: Presto                                                                                          |
| Sonatina                              | 1955          | fortepian                                           | | 1. Allegro non troppo, 2. Melodia: Lento, 3. Oberek: Giocoso |
| Sonatina                              | 1955          | obój, fortepian                                     | | 1. Allegretto, 2. Kanon. Lento, 3. Allegro ma non troppo |
| Nad wodą wielką i czystą              | 1955          | mezzosopran, fortepian                              | | |
| Dzwon i dzwonki                       | 1955          | sopran, fortepian                                   | | |
| Boli mnie głowa                       | 1955          | sopran, fortepian                                   | | |
| V Kwartet smyczkowy                   | 1955          | skrzypce, skrzypce, altówka, wiolonczela            | | 1. Moderato, 2. Scherzo (Fuga): Giocoso, 3 Corale: Largo, 4. Variazioni: Allegro |
| 10 etiud koncertowych                 | 1956          | fortepian                                           | | 1. Allegro non troppo, 2. Vivace, 3. Allegretto, 4. MM = 96, 5. Andante, 6. MM = 180, 7. Giocoso, 8. MM = 69, 9. Presto, 10. Allegro                                                   |
| Sroczka                               | 1956          | sopran, fortepian                                   | | |
| VI Koncert skrzypcowy                 | 1957          | skrzypce, fortepian                                 | | 1. Allegro leggiero – Poco meno mosso, 2. Largo, 3. Giocoso |
| Wariacje symfoniczne                  | 1957          | orkiestra                                           | | |
| II Sonata                             | 1958          | skrzypce                                            | | |
| Muzyka na smyczki, trąbki i perkusję  | 1958          | instrumenty smyczkowe, trąbki, perkusja             | | 1. Allegro, 2. Adagio, 3. Vivace |
| Oberek koncertowy                     | 1959          | orkiestra                                           | | |
| Przygody króla Artura                 | 1959          | soliści, chór, orkiestra                            | | |
| VI Kwartet smyczkowy                  | 1960          | skrzypce, skrzypce, altówka, wiolonczela            | | 1. Andante – Vivo – Andante, 2. Vivace, 3. Grave, 4. MM=114 |
| Pensieri notturni                     | 1961          | orkiestra kameralna                                 | | |
| Koncert                               | 1962          | orkiestra symfoniczna                               | | 1. Allegro, 2. Largo, 3. Vivo, 4. Allegro non troppo |
| II Koncert wiolonczelowy              | 1963          | wiolonczela, orkiestra                              | | 1. Allegro (fantastico), 2. Adagio, 3. Allegro |
| Kwartet                               | 1964          | cztery wiolonczele                                  | | 1. Narrazione, 2 Riflessioni |
| Akropolis                             | 1964          | chór mieszany, orkiestra                            | | |
| Esik w Ostendzie                      | 1964          |                                                     | | |
| Inkrustacje                           | 1965          | róg, zespół kameralny                               | | 1. Moderato generoso, 2. Andante melancolico, 3. Giocoso |
| VII Koncert skrzypcowy                | 1965          | skrzypce, orkiestra                                 | | 1. Tempo mutabile, 2. Largo, 3. Allegro |
| II Kwintet fortepianowy               | 1965          | skrzypce, skrzypce, altówka, wiolonczela, fortepian | | 1. Moderato-Allegro-Molto allegro, 2. Larghetto, 3. Allegro giocoso |
| VII Kwartet smyczkowy                 | 1965          | skrzypce, skrzypce, altówka, wiolonczela            | | 1. Allegro, 2. Grave, 3. Con vivezza |
| Trio                                  | 1965          | obój, harfa, perkusja                               | | 1. Moderato generoso, 2. Andantino melancolico, 3. Giocoso |
| Mały tryptyk                          | 1965          | fortepian                                           | | 1. MM = 72, 2. MM = 104, 3 .MM = 116 |
| Musica sinfonica in tre movimenti     | 1965          | orkiestra                                           | | 1. Tesi, 2. Dialogo, 3. Gioco |
| Divertimento                          | 1965          | orkiestra smyczkowa                                 | | 1. Allegro, 2. Adagio, 3. Giocoso |
| Koncert                               | 1966          | dwa fortepiany, orkiestra                           | | 1. Tempo mutabile, 2. Larghetto, 3. Vivace |
| Contradizione                         | 1966          | orkiestra kameralna                                 | | 1. Grave, 2. Acuto |
| Esquisse                              | 1966          | organy                                              | | |
| In una parte                          | 1967          | orkiestra                                           | | |
| Rybki                                 | 1967          | fortepian                                           | | |
| Koncert                               | 1968          | altówka, orkiestra                                  | | 1. Moderato, 2. Andante, 3. Molto allegro |
| 4 Kaprysy                             | 1968          | skrzypce                                            | | 1. Grandioso, 2. MM = 88, 3. MM = 112, 4. MM = 76 |
| Zaloty                                | 1968          | chór męski a cappella                               | | |
| Pożądanie                             | 1969          |                                                     | | |

## Muzyka teatralna i filmowa
- słuchowisko Farfarello wg Róży Stefan Żeromskiego (premiera: 16 września 1945, Polskie Radio)
- O Janku co psom szył buty wg Kordiana Juliusza Słowackiego (premiera: 1945, Teatr Wojska Polskiego, Łódź)
- słuchowisko Konrad Wallenrod wg Konrada Wallenroda Adama Mickiewicza (premiera: 1950, Polskie Radio)
- Nie-Boska komedia Zygmunta Krasińskiego (premiera, 19 czerwca 1959, Teatr Nowy w Łodzi)
- Makbet Williama Shakespeare’a (premiera: listopad 1960, Teatr Dramatyczny m.st. Warszawy; reżyseria: Bohdan Korzeniewski)
- Troilus i Kresyda Williama Shakespeare’a (premiera: 16 września 1960, Teatr im. Juliusza Słowackiego w Krakowie)
- Marysia i krasnoludki wg Marii Konopnickiej
- Sprawa Aleksandra Suchowo-Kobylina (premiera: 22 października 1961, Łódź; adaptacja: Bohdan Korzeniewski)
- Balladyna Juliusza Słowackiego (premiera: 4 grudnia 1965, Teatr Polski w Warszawie)
- Mazepa Juliusza Słowackiego (premiera: 1965, Teatr w Zielonej Górze)

## Transkrypcje
- Pieśń o Wszechbycie Mieczysława Karłowicza – wyciąg fortepianowy (ok. 1930)
- Harnasie Karola Szymanowskiego - wyciąg fortepianowy powstały na zamówienie Grzegorza Fitelberga (1933)
- Kaprys a-moll op. 1 nr 24 Niccolò Paganiniego – wersja na skrzypce i fortepian (prawykonanie: Warszawa, 6 października 1946; skrzypce: Grażyna Bacewicz, fortepian: Kiejstut Bacewicz)
- Preludium. op. 1 nr 1 Karola Szymanowskiego – wersja na skrzypce i fortepian (prawykonanie: Warszawa, 1948; skrzypce: Grażyna Bacewicz, fortepian: Kiejstut Bacewicz)
- Nokturn C-dur Edvarda Griega – wersja na skrzypce i fortepian opublikowana w 1950
- Kaprys op. 22 nr 17 Bartolomeo Campagnolego – wersja na altówkę i fortepian opublikowana jako Temat z wariacjami